# 民主党 (越南共和国)
民主党，原名社會民主革命民族聯盟、民主自由联盟，是越南共和国1967年至1969年存在和運作的國家政黨，由前中將阮文紹1967年在首都西貢創立，目的是以合憲方式參加1967年越南共和國總統選舉。1969年，該政党解散，由國家社會民主陣線取代。

## 著名人物
- 阮文紹 : 黨主席
- 阮文響：總書記
- 武有律：副總書記
- 阮文銀
- 阮高奇
- 阮文孝
- 阮文矯

### 引用
1. ↑  .   [2022-03-14]. （原始内容存档于2022-05-04）.